# Chaetodipus eremicus
Chaetodipus eremicus là một loài động vật có vú trong họ Chuột kangaroo, bộ Gặm nhấm. Loài này được Mearns mô tả năm 1898.